# Il–62
Az Il–62 (orosz betűkkel: Ил–62) szovjet nagy hatótávolságú utasszállító repülőgép. Az 1960-as években tervezték az Iljusin-tervezőirodánál. 1963-ban repült először. Elsőként az Aeroflotnál állt forgalomba 1967. szeptember 15-én, a Moszkva–Montréal járaton.

## Története
A repülőgép tervezését az 1960-as években kezdték el az Aeroflot szovjet légitársaság igényeinek megfelelően, a nagytávolságú járatokon üzemeltetett, légcsavaros gázturbinával felszerelt és csak kis mennyiségben gyártott Tu–114 repülőgépek leváltására. Az Il–62 volt az utolsó repülőgép, amelynek tervezésében visszavonulása előtt még részt vett Szergej Iljusin. Az első, Ljulka AL–7 gázturbinás sugárhajtóművel felszerelt prototípusa 1963. január 2-án repült először. A próbarepülések négy éven keresztül, 1967-ig folytak. Közben 1964-ben új, kétáramú, Kuznyecov NK–8 típusú hajtóművet kapott a repülőgép, később ennek módosított változatát, az NK–8–4-t építették be. A típus 1967 közepére vált alkalmassá a sorozatgyártásra.
Az Iljusin tervezőiroda 1969-ben, már az új főkonstruktőr, Genrih Novozsilov vezetésével modernizálta és továbbfejlesztette a gépet. A Kuznyecov-hajtóművek helyett a gazdaságosabb üzemű Szolovjov D–30KU kétáramú gázturbinás sugárhajtóművet alkalmazták. Egyúttal javítottak a hajtóműgondolák aerodinamikai tulajdonságain is. Megnövelték a hatótávolságot, ehhez a függőleges vezérsíkba egy 5000 literes üzemanyagtartályt építettek be. Az új változattal 1970–1972 között végezték el a kísérleti repüléseket, majd 1973 januárjában rendszeresítették Il–62M típusjelzéssel. Ezen a típusváltozaton később még további változtatásokat hajtottak végre, többek között modernebb és több férőhellyel rendelkező utasteret alakítottak ki.
Az Il–62M alapján kifejlesztették az Il–62MK változatot, ezt azonban sorozatban nem gyártották.
Az Il–62 sorozatgyártása 1966–1995 között folyt a Kazanyi Repülőgépgyárban. A prototípusokat és az Il–62M típusváltozatot is beleszámítva összesen 276 db Il–62 készült, közülük 81 db-t exportáltak, a többit a Szovjetunió üzemeltette.

## Il–62M

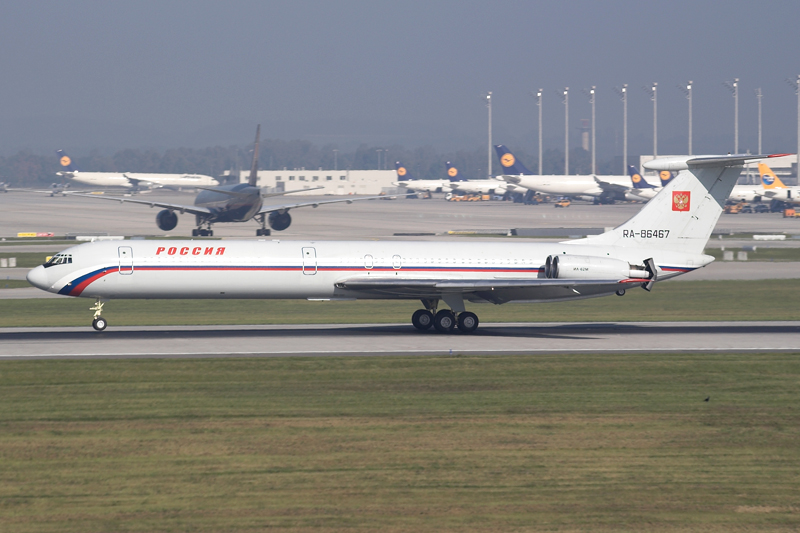
Az orosz kormánygépek egyikeként szolgáló Il-62

Az alapmodellül szolgáló Il–62-es modernizálási munkálatai 1969-ben vették kezdetüket, amelynek keretében az újabb típusváltozatot új hajtóművekkel szerelték fel. A Szolovjov által készített hajtómű ugyanis erősebb, ugyanakkor csendesebb volt, sokkal hatékonyabbnak bizonyult, mint a korábban alkalmazott Kuznyecov hajtómű. Az új hajtóműnek és a kiegészítő üzemanyagtanknak köszönhetően a gyár növelni tudta a típus hatótávolságát és utazósebességét is. Kisebb módosításokat hajtottak végre a pilótafülke elrendezésében is, mivel átalakították a kormányszerkezetet a jobb átláthatóság és kezelhetőség érdekében. Az új segédhajtómű növelte a biztonságot is azáltal, hogy lehetővé tette a négy hajtóműből kettő beindítását, illetőleg vészhelyzet esetén újraindítását, valamint szükség esetén biztosítani tudta a kabin légkondicionálásának energiaellátását is.

## Alkalmazása
A típus fő üzemeltetője az Aeroflot szovjet légitársaság volt, amely 1967-ben állította forgalomba, és a kiöregedett Tu–114-t váltották fel vele a nagytávolságú és interkontinentális járatokon. Később a típust a Szovjetunió exportálta is. Az első külföldi megrendelő a csehszlovák ČSA légitársaság volt 1969-ben. Ezen kívül a típusból a polgári légiközlekedés számára vásárolt Angola, Kína, Észak-Korea, Kuba, Lengyelország és a Német Demokratikus Köztársaság.
Az Aeroflot 2005-ben vonta ki a forgalomból a típust. Jelenleg is több példánya üzemel, legnagyobb mennyiségben a szovjet utódállamok légitársaságainál. 2006. december 12-éig 12 db Il–62 szenvedett balesetet.
Gambiában, Grúziában, a Koreai Népi Demokratikus Köztársaságban, Kubában, Líbiában, a Német Demokratikus Köztársaságban, Oroszországban és Ukrajnában katonai szállító repülőgépként is rendszeresítették.

### Az Il–62-es a magyar polgári repülésben
A Malév 1991 júniusában egy Il–62-est bérelt személyzettel együtt a csehszlovák ČSA légitársaságtól. A gép eredeti csehszlovák lajstromjele OK-JBJ volt. Magyarországon HA-LIA lajstromjelet és Malév-festést kapott. A típust a magyar légitársaság a Japánba indított charterjáratokon, a Boeing 767-esek megérkezéséig kívánta alkalmazni. Első útját 1991. július 29-én tette meg Japánba. Mindössze néhány repülésre került sor, majd a gépet a Malév visszaadta a ČSA-nak.

## Műszaki adatok
| Típus   | Szárny fesztávolság | Törzshossz | Magasság | Hajtómű          | Utazósebesség | Utazómagasság | Max. hatótávolság | Maximális felszállósúly | Üzemanyag kapacitás | Üres tömeg | Utasférőhely (fő) | Személyzet (fő) |  |
| ------- | ------------------- | ---------- | -------- | ---------------- | ------------- | ------------- | ----------------- | ----------------------- | ------------------- | ---------- | ----------------- | --------------- |  |
| Il–62   | 43,2 m              | 53,12 m    | 12,35 m  | Kuznyecov NK–8–4 | 820 km/h      | 10-12 000m    | 9200 km           | 157 500 kg              | 80 000 l            | 66 400 kg  | 85–186            | 5+6             |  |
| Il–62M  | 43,2 m              | 53,12 m    | 12,35 m  | Szolovjov D–30KU | 850 km/h      | 10-12 000 m   | 10 000 km         | 165 000 kg              | 84 240 l            | 69 500 kg  | 161–198           | 5+6             |  |
| Il–62MK | 43,2 m              | 53,12 m    | 12,35 m  | Szolovjov D–30KU | 850 km/h      | 10-12 000 m   | 10 000 km         | 167 000 kg              | 84 240 l            | 69 500 kg  | 160–195           | 5+6             |  |

## Fontosabb üzemeltetői

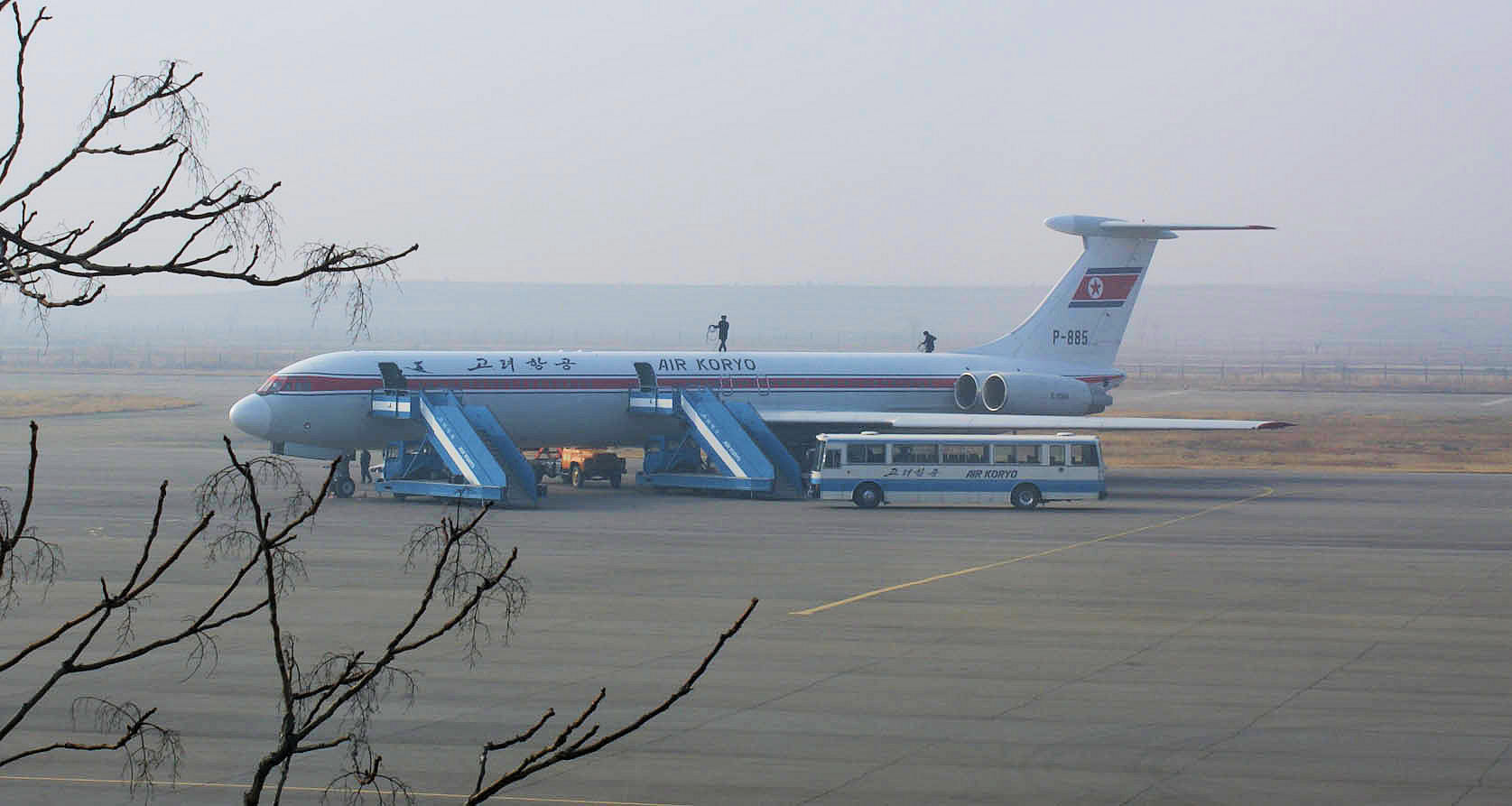
Az észak-koreai Air Koryo Il-62 típusú repülőgépe

- Aeroflot
- Air Koryo
- Air Ukraine
- Cubana
- CSA
- Domodedovo Airlines
- Far Eastern
- Interflug
- Kras Air
- LOT (légitársaság)
- Orien Avia
- TAROM
- Uzbekistan Airways

## Balesetek
- 1972. augusztus 14.: az Interflug gépe Berlinből való felszállás után fedélzeti tűz miatt lezuhant, az áldozatok száma 156.[3]
- 1972. október 13.: a seremetyjevói nemzetközi repülőtér közelében az Aeroflot gépe leszállás közben lezuhant, az áldozatok száma 174.
- 1975. augusztus 19.: a damaszkuszi nemzetközi repülőtér közelében a ČSA gépe leszállás közben a földnek ütközött, az áldozatok száma 124. Két fő túlélte a szerencsétlenséget. Az áldozatok között volt Vujicsics Tihamér szerb származású magyar zeneszerző, népzenegyűjtő is.